# Natalie Harvey
Natalie Harvey, född 19 januari 1975, är en australisk friidrottare. Han deltog vid olympiska sommarspelen 1996 och olympiska sommarspelen 2000.